# Bello Bouba Maigari
Bello Bouba Maigari (Baschéo, 1947) è un politico camerunese, Primo ministro del Camerun dal 6 novembre 1982 al 22 agosto 1983.

## Carriera
Dal 1972 al 1975 è stato Segretario Generale al Ministero delle Forze Armate e il 30 giugno 1975 viene nominato Segretario Generale della Presidenza della Repubblica, carica che ricoprirà fino al gennaio 1982. In seguito alle dimissioni del presidente Ahmadou Ahidjo nel novembre dello stesso anno, il nuovo presidente Paul Biya lo nomina Primo ministro su suggerimento di Ahidjo. In seguito al crescere della tensione nel Paese e alla fuga in esilio di Ahidjo, Bello Bouba viene sostituito da Luc Ayang.
Nel 1984 Ahidjo venne condannato a morte in contumacia con l'accusa di aver tentato di organizzare un golpe e solo l'intervento di Biya impedì a Bello Bouba di finire alla sbarra con la stessa accusa. Bello Bouba andò in esilio in Nigeria. Nel 1990 annunciò da Parigi la nascita di un nuovo partito: l'Unione Nazionale per la Democrazia e il Progresso (UNDP), legalizzato l'anno successivo. Nell'agosto 1991 Bello Bouba tornò nel suo Paese e l'anno dopo venne eletto presidente del partito al posto di Samuel Eboua. Nel marzo del 1992 entra nell'Assemblea Generale come deputato di Benoué.
Alle presidenziali del 1992 arrivò terzo dopo Biya e John Fru Ndi, candidato del Fronte Social-Democratico, ottenendo il 19,22% delle preferenze.
Nel 1997 Bello Bouba fu rieletto deputato alle elezioni parlamentari ma l'UNDP perse molti seggi; non fu confermato alle parlamentari del 2002.
Dal 1997 al 2004 ricoprì l'incarico di ministro per lo sviluppo industriale e commerciale e, in occasione delle elezioni presidenziali del 2004 sostenne il presidente Paul Biya. Dal 2004 al 2009 fu ministro delle poste e telecomunicazioni, divenendo ministro dei trasporti nel 2009; dal 2011 è ministro del turismo.